# Іванчо Андрій Васильович
Андрій Васильович Іва́нчо (нар. 11 червня 1972, Мукачево) — український живописець; член Національної спілки художників України з 2003 року. Заслужений художник України з 2009 року.

## Біографія
Народився 11 червня 1972 року в місті Мукачевому (тепер Україна). 1995 року закінчив Прикарпатський національний університет імені Василя Стефаника (викладач Михайло Фіголь).
Після здобуття освіти працює в Мукачевому викладачем педагогічного училища, з 1999 року — у дитячій художній школі, з 2001 року — директором Мукачіської картинної галереї.

## Творчість
Працює в галузі станкового живопису у стилі абстрактного експресіонізму. У творчості переважає тема Карпатського краю. Серед робіт:
- «Покинуте село» (1998);
- «Вечірня розмова» (1998);
- «Квітковий базар» (2000);
- «Перед снігопадом» (2001);
- «Стежка між хатами» (2004);
- «Шаман» (2005);
- «Безповоротне» (2005);
- «Вісники тривоги» (2005);
- «Дворик» (2006);
- «Весняний настрій» (2006);
- «Рушничок щастя» (2007);
- серія «Карпатський мотив» (2007);
- «Багряний ліс» (2007);
- «Елегія» (2008);
- «Архітектурний мотив» (2008);
- диптих «Гортобадь» (2008);
- «Місто І» (2010);
- «Дворик» (2015).

Бере участь у всеукраїнських мистецьких виставках з 1998 року. Персональні виставки пройшли у Будапешті у 2000 році, селі Бене (Угорщина) у 2004 році.
Деякі картини зберігаються у Закарпатському художньому музеї, Музеї сучасного мистецтва у Києві.